# Chris Simboli
Chris Simboli (Ottawa, 18 de septiembre de 1962) es un deportista canadiense que compitió en esquí acrobático. Ganó una medalla de oro en el Campeonato Mundial de Esquí Acrobático de 1989, en la prueba combinada.

## Medallero internacional
| Campeonato Mundial | Campeonato Mundial | Campeonato Mundial | Campeonato Mundial |
| Año                | Lugar              | Medalla            | Prueba             |
| ------------------ | ------------------ | ------------------ | ------------------ |
| 1989               | Oberjoch (RFA)     | Medalla de oro     | Combinada          |